# Centro de Documentação e Memória da UNESP
O Centro de Documentação e Memória da UNESP - CEDEM é especializado na preservação da memória institucional, na coordenação das ações de gestão documental da universidade e na prestação de apoio informativo à pesquisa social e responsável pela guarda de acervos documentais relacionados à história política e aos movimentos sociais contemporâneos do Brasil.

## História
Foi concebido como lugar de memória e investido da responsabilidade pelo adequado exercício da proteção documental a partir do interesse acadêmico e social despertado. Surge em 1987 com a proposta de recuperar e preservar registros sobre a UNESP por meio da constituição de um núcleo de memória universitária, entendido como a proteção aos arquivos universitários – naquele momento diagnosticados em estado frágil – e a reunião de depoimentos e documentos não arquivísticos sobre os mais diversos aspectos da universidade. Além da concepção do núcleo de memória universitária, outros dois núcleos foram idealizados: um sobre memória paulista, outro sobre documentação regional.
Da proposta original, apenas o núcleo de Memória da Universidade teve continuidade, em formato de projeto. Projeto de longa de duração que, em 2017, completou 30 anos junto com o próprio CEDEM, amplamente enraizado na metodologia típica da história oral, produzindo registros que deram origem a uma coleção composta por distintas espécies e gêneros documentais (gravações sonoras e audiovisuais das entrevistas, em diversos formatos e meios, transcrições dos áudios originais, versões editadas e autorizadas pelos entrevistados, fotografias, etc.). Reuniu também documentos de outras origens, com destaque para recortes de notícias e cópias de documentos levantados em diversos arquivos referentes a UNESP e as temáticas pertinentes ao acervo constituído. Paralelamente, o projeto Memória da Universidade também se voltava para a implementação do processo de gestão documental dentro do ambiente universitário, iniciativa que permaneceu sob responsabilidade do CEDEM até 2012, quando passa a ser tarefa da Comissão de Avaliação de Documentos e Acesso da Unesp.
Se o CEDEM surge com o intuito de recuperar e preservar documentos relativos à UNESP, em 1994, com a incorporação, por meio de convênio, da totalidade dos acervos do Centro de Documentação do Movimento Operário Mario Pedrosa - CEMAP e do Archivio Storico del Movimento Operaio Brasiliano (Asmob/IAP), o centro de documentação amplia sua área de atuação e agrega uma nova linha temática para a captação e disponibilização de documentos relativos a movimentos sociais brasileiros contemporâneos de caráter político. A partir desse momento, uma intensa atividade de incremento de acervo teve lugar e muitos outros fundos e coleções passaram à custódia do CEDEM, configurando hoje, em termos quantitativos, maior porcentagem de documentos relativos aos movimentos sociais, do que os relativos à memória universitária. 

## Acervo

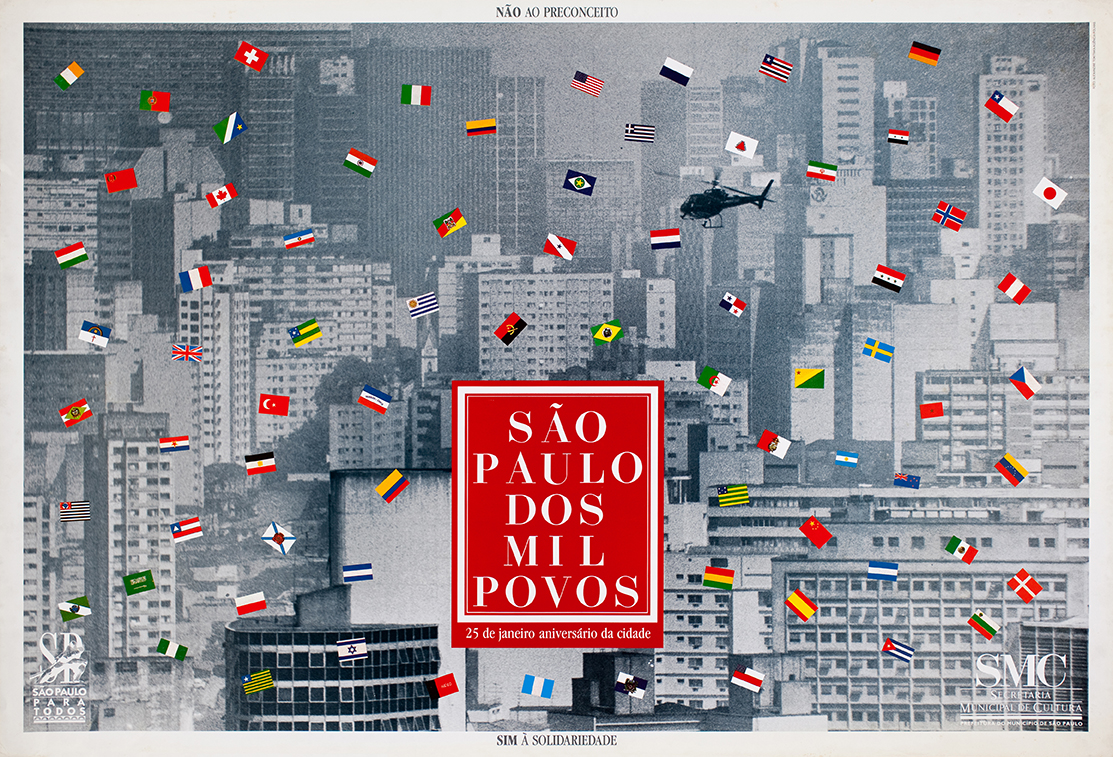
Obra pertencente ao Fundo do Centro de Documentação e Estudos da Cidade de São Paulo - CEDESP

Em 1994, o projeto inicial se ampliou e o CEDEM abriu uma nova linha de atuação: a história dos movimentos sociais brasileiros contemporâneos, inicialmente com o Instituto Astrojildo Pereira e o ASMOB [sigla em italiano para Arquivo Histórico do Movimento Operário Brasileiro]. Após anos de negociação, foi firmado o convênio entre a Universidade Estadual Paulista (UNESP) e o Instituto Astrojildo Pereira (IAP) com os arquivos ficando sob custódia do Centro de Documentação e Memória da Unesp (CEDEM).
Os dois acervos contêm os documentos da fundação do Partido Comunista Brasileiro (PCB), em 1922 (originalmente denominado Partido Comunista do Brasil), arquivos pessoais de Astrojildo Pereira, um dos fundadores do partido, documentos do Centro do Movimento Operário Mário Pedrosa (Cemap) e arquivos pessoais de Mário Pedrosa e de Fúlvio Abramo.
O CEDEM conta ainda com uma coleção de 5 mil ilustrações sindicais, 3.500 cartazes e os originais de cartunistas como Laerte, Glauco e Henfil, além de fotografias, panfletos e documentos textuais manuscritos e impressos. Em 2016, o Projeto Rumos, propôs a preservação, a digitalização, a catalogação e a publicação de 4,5 mil ilustrações de artistas que contribuíram para a Oboré Editora (nomes como Laerte, Glauco, Henfil, Chico Caruso, Fortuna, Jayme Leão e Gilberto Maringoni) ao longo das décadas de 1970 e 1980. Trata-se de um material inédito e de extrema importância para a história do movimento sindical brasileiro composto, em grande parte, de rascunhos, desenhos originais e algumas reproduções.
A documentação do Clube de Mães da Zona Sul, também arquivada no Cedem, está relacionada a grupos que existiram na região de Vila Remo, na zona sul da capital, alguns dos mais ativos, e sua inserção nos movimentos sociais da época. O acervo dos clubes de mães mantido pelo CEDEM é composto de panfletos, atas de assembleia, cartas, levantamento de preço, abaixo-assinados, preparação de aula, recortes de jornal, fotografias, livro, cartazes e outros materiais.
O CEDEM recebeu 3.500 documentos da família de Santo Dias em novembro de 2004. Santo Dias foi um operário assassinado pela polícia, em 1979, no contexto da ditadura civil-militar, tendo sido transformado em um símbolo de luta pela redemocratização do país.
Também vítima da ditadura militar, o jornalista Vladimir Herzog foi assassinado nas dependências do DOI-CODI em 25 de outubro de 1975. Os documentos sobre a sua vida e trajetória profissional foram entregues ao CEDEM em abril de 2015, pela viúva Clarice Herzog.
Por meios desses acervos o CEDEM fomenta a pesquisa científica em humanidades no país e no exterior. Com base em seus documentos o pesquisador pode construir narrativas sobre a história contemporânea do Brasil. Diversos estudos feitos nos acervos do CEDEM resultaram em teses, dissertações e livros, como por exemplo, Memórias de Sparkenbroke: Fora do tempo, obra póstuma do sociólogo e ativista negro Clóvis Moura, baseada em crônicas escritas por ele, entre 1972 e 1973, para o jornal Folha de São Carlos.
Em 2017, foi lançado o livro A Arte de Guardar: reflexões a respeito do acervo de Lívio Xavier cuja pesquisa foi realizada no acervo do Cedem que trata da importância do intelectual Lívio Xavier no cenário brasileiro de sua época.
O livro Pas de politique Mariô!: Mario Pedrosa e a política, lançado pela Ateliê Editorial e a Fundação Perseu Abramo foi escrito pelo historiador Dainis Karepovs a partir de pesquisa realizada no acervo de Mário Pedrosa, custodiado no CEDEM. Para compor o livro Paz entre nós, guerra aos senhores: Anarquistas em São Paulo diante à primeira guerra mundial, lançado pela Editora Prismas, o autor Kauan Willian dos Santos realizou parte de sua pesquisa no acervo Arquivo Histórico do Movimento Operário Brasileiro (ASMOB), custodiado no CEDEM. Da mesma forma, Revolution in the Terra do Sol: the Cold War in Brazil, de Sarah Sarzynski, resultado de sua dissertação “History, identity and the struggle for land in Northeastern Brazil (1955-1985)”.